# Ludo Loos
Ludo Loos   (Essen, 13 de gener de 1955 - Brasschaat, 1 de març de 2019) va ser un ciclista belga, que fou professional entre 1976 i 1986. La seva única victòria com a professional fou de prestigi, una etapa de muntanya al Tour de França de 1980 amb final a l'estació d'esquí de les Sept Laux.
El 1985 va ser víctima d'una important caiguda quan un gos es va creuar a la carretera en la 4a etapa de la Volta a Espanya.

## Palmarès
- 1980
  - Vencedor d'una etapa al Tour de França

### Resultats al Tour de França
- 1978. Abandona (15a etapa)
- 1979. Abandona (3a etapa)
- 1980. 18è de la classificació general. 2n de la classificació de la muntanya

### Resultats a la Volta a Espanya
- 1976. 11è de la classificació general
- 1977. 14è de la classificació general
- 1979. 38è de la classificació general
- 1984. 38è de la classificació general

### Resultats al Giro d'Itàlia
- 1983. 69è de la classificació general